# Titlis
Der Titlis ist ein 3238 m ü. M. hoher Berg in der Gebirgsgruppe der Urner Alpen und eines der beliebtesten Wintersport- und Ausflugsziele in der Zentralschweiz.

## Lage
Der Titlis liegt zwischen der Gemeinde Engelberg im Norden und dem zum Sustenpass hin ansteigenden Gadmertal im Süden, auf der Grenze zwischen den Kantonen Obwalden, Bern und Nidwalden. Letzterer hat zwar keinen Anteil am Gipfelgrat, besitzt dafür aber die Regionen unterhalb des Gipfels, die für den Massen-Wintersport am besten geeignet sind und in denen sich im Winter die meisten Touristen aufhalten.
Der Titlis ist der höchste Berg einer gut 20 Kilometer langen Bergkette, die in einem leichten Bogen von West-Südwest nach Nordost vom Berner Haslital über das Gross Spannort zum Urner Reusstal verläuft. Nach Süden und Osten hin fällt der Titlis in steilen Wänden schroff ab. Richtung Westen verbindet ihn lediglich ein schmaler, schartiger Grat mit den Nachbargipfeln Reissend Nollen und den Wendenstöcken. Lediglich nach Norden hin, zur Gemeinde Engelberg, verläuft das Gelände mit relativ moderatem Gefälle und mit zwei grösseren Terrassen.

## Geologie
Im Wesentlichen ist der Titlis aus der unverschobenen Kalksedimentdecke des Aarmassivs aus der nördlichen Tethys, dem so genannten Autochthon, aufgebaut.
Seine Gipfelregion ist von einem Gletscher bedeckt, der mit 1,7 km² zu den kleinen Alpengletschern gehört. Wie die meisten Alpengletscher ist auch der Titlisgletscher stark vom Schwund durch globale Klimaerwärmung betroffen. Einheimische und Stammgäste können den Rückgang von Jahr zu Jahr mit blossen Augen feststellen.

## Geschichte
In früheren Zeiten wurde der Titlis auch Wendenstock oder Nollen genannt. Der nächste Nachbarberg Richtung Westen, etwas kleiner als der Titlis, aber mit einem scharf zerklüfteten Gipfel, trägt den Namen Reissend Nollen.
Laut einer Angabe von Nathalie Henseler in der NZZ am Sonntag verdankt der Berg seinen heutigen Namen wahrscheinlich einem Alpbesitz: In einem Dokument von 1435 wird er Tutilinesberc (Tuttels Berg) genannt, was auf einen Menschen namens Tutilo hindeutet. Aus Tutilos Berg wurde über mehrere Zwischenstufen Titlisberg und schliesslich Titlis.
Eine andere, allerdings für unwahrscheinlich erachtete Erklärung bieten die Engelberger Dokumente an: Der Name leitet sich von der charakteristischen Form der obersten Kuppe des Berges ab, welche eigentümlich an die weibliche Brust erinnert. Der mittelalterliche Ausdruck Düttel oder Duttel, der sich im heutigen vulgären Wort Titten wieder findet, sei namensgebend für den Berg (sic).
Auch über die Erstbesteigung des Titlis gibt es widersprüchliche Angaben: Die Schweizerseiten schreiben sie einem ungenannten Mönch des Engelberger Klosters zu und datieren sie auf das Jahr 1739. Wiederum die Engelberger Dokumente nennen als Erstbesteiger eine Viererseilschaft, die im Jahr 1744 den Gipfel erreicht habe. Es kann aber gut sein, dass der für einen Dreitausender relativ gut zugängliche Gipfel schon vorher von Unbekannten bestiegen wurde.
Am 21. Januar 1904 wurde der Titlisgipfel durch die Engelberger Joseph Kuster und Willi Amrhein das erste Mal mit Skiern bestiegen. Im März 1967 wurde die Seilbahn zum Klein Titlis eröffnet.

## Tourismus und Verkehr
Da das Gadmertal im Süden wenig besiedelt ist und sich der Winter- und Wandertourismus auf der sanfter ansteigenden Nordseite abspielt, ist der Titlis allein von Norden, von Engelberg her, durch Bergbahnen erschlossen. Von Engelberg aus verlaufen Seilbahnen in vier grossen Etappen über die Zwischenstationen Gerschnialp, Trübsee und Stand bis zur Bergstation Klein Titlis (3020 m) unter dem Nebengipfel (3061 m) des Titlis. Die Grossraum-Gondeln (Luftseilbahn Titlis Rotair) auf der letzten Etappe hatten bis 2014 einen rotierenden Kabinenboden. Die Titlis-Rotair war die erste Luftseilbahn mit rotierenden Gondeln der Welt. Ein Modell dieser Seilbahn ist im Swissminiatur-Park und im Miniatur Wunderland zu sehen. Seit November 2014 sind neuartige Gondeln im Einsatz, bei denen sich die komplette Gondelkabine in gleicher Weise an ihrer Aufhängung während einer Fahrt um 360° dreht, und nicht nur der Fussboden. So bekommen die Mitfahrenden während der Fahrt das Panorama rundherum zu sehen.
Vom Klein Titlis bietet sich ein weitreichender Ausblick: Richtung West-Süd-West sieht man die Bergriesen des Berner Oberlandes, Finsteraarhorn, Wetterhorn, Schreckhorn oder Mönch und Eiger. Richtung Süden sieht man die Kegel des Sustenhorns und des Dammastocks mit ihren Gletschern. Richtung West-Nordwest sieht man über vier kleine Seen hinweg zum Melchtal. Richtung Norden öffnet sich durch das Engelberger Tal und die Bergketten, die es begrenzen, der Blick zum Vierwaldstättersee und zum Schweizer Mittelland.
Weitere Skilifte und Sesselbahnen in Etappen zwischen Klein Titlis und Engelberg erschliessen ein grosses Wander- und Skigebiet, das vom Mittelland via Gotthard-Autobahn A2 oder durch die Bahnstrecke der Zentralbahn von Luzern via Stans erschlossen ist. Die bis 246 ‰ steile ehemalige Bergstrecke zwischen Obermatt und Engelberg wird dabei seit Ende 2010 durch den 4043 m langen Tunnel Engelberg umfahren.
Im Dezember 2012 wurde knapp neben dem Klein Titlis auf 3041 m ü. M. der rund hundert Meter lange Titlis Cliff Walk eröffnet. Die als «höchstgelegene Hängebrücke Europas» beworbene Brücke führt über einen 500 Meter abfallenden Abhang. Von der Bergstation Klein Titlis geht der Weg zu der Brücke durch einen 140 Meter langen unterirdischen Stollen im Südwandfenster. Das andere Ende der Brücke führt zur Bergstation der Gletscher-Sesselbahn Ice-Flyer.
Voraussichtlich bis 2026 soll eine neue Bergstation von den Architekten Herzog & de Meuron gebaut werden.

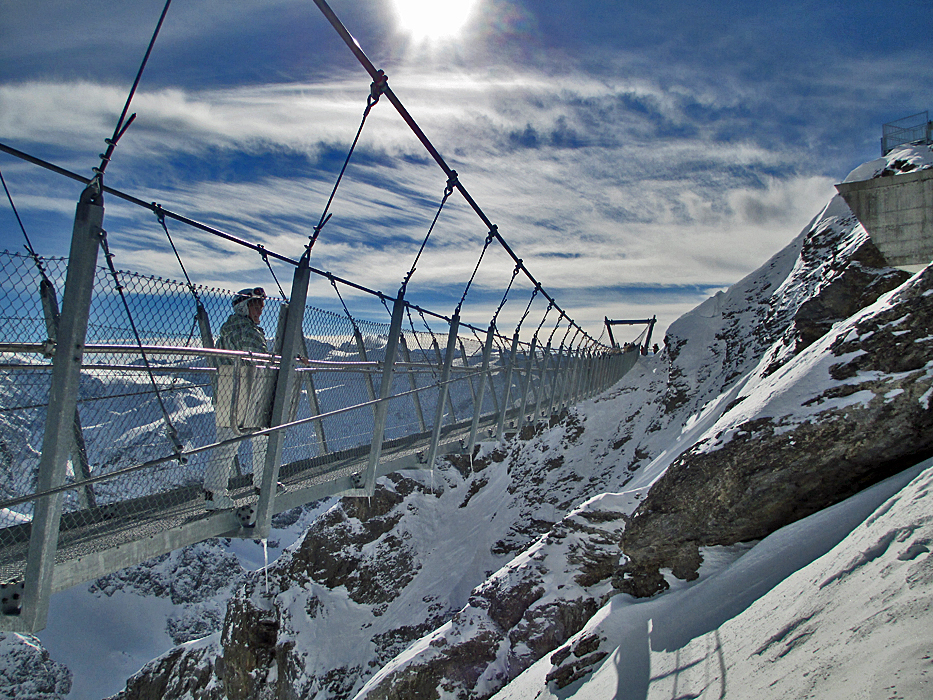
Cliff Walk
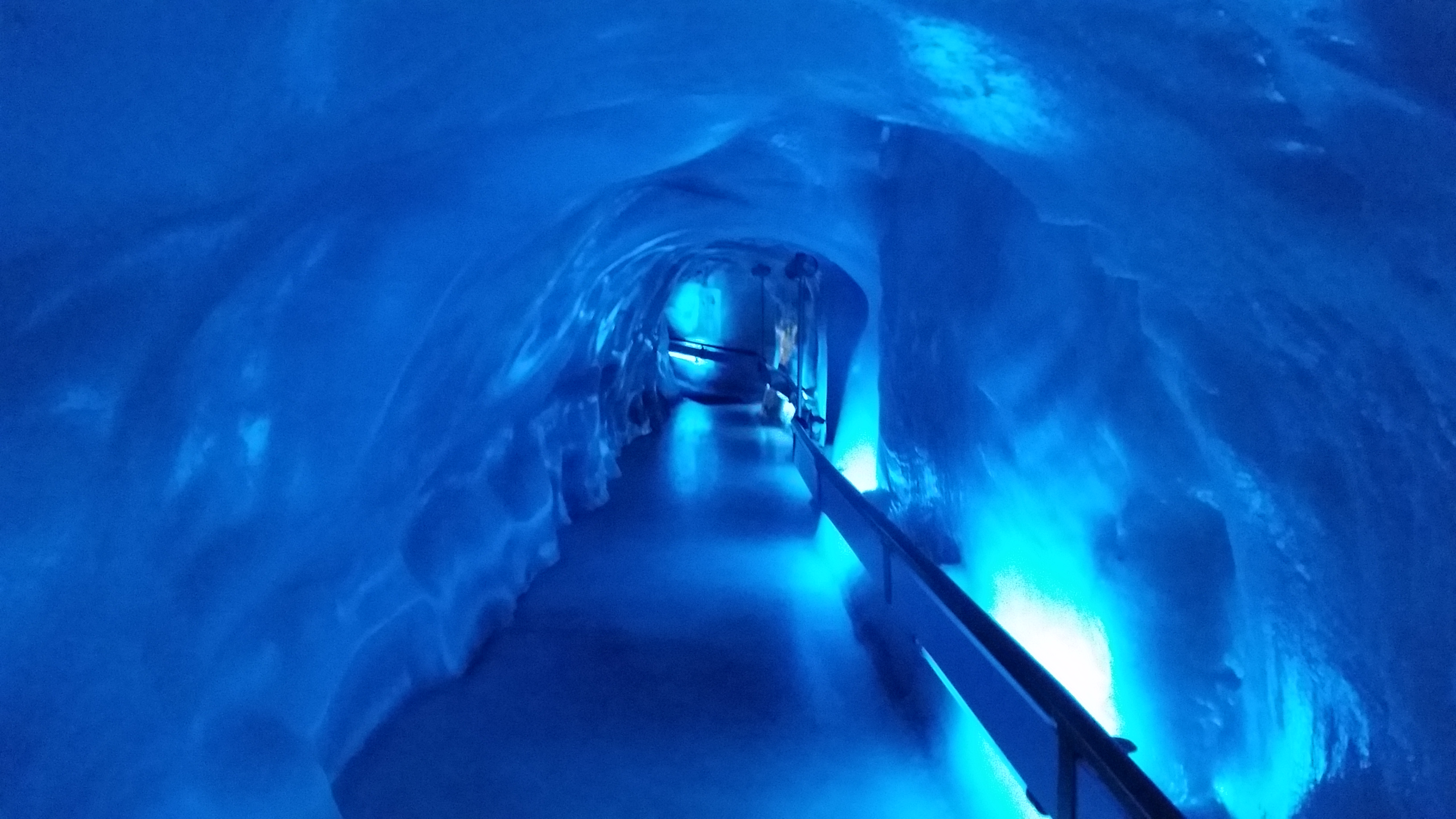
Im Gletscher
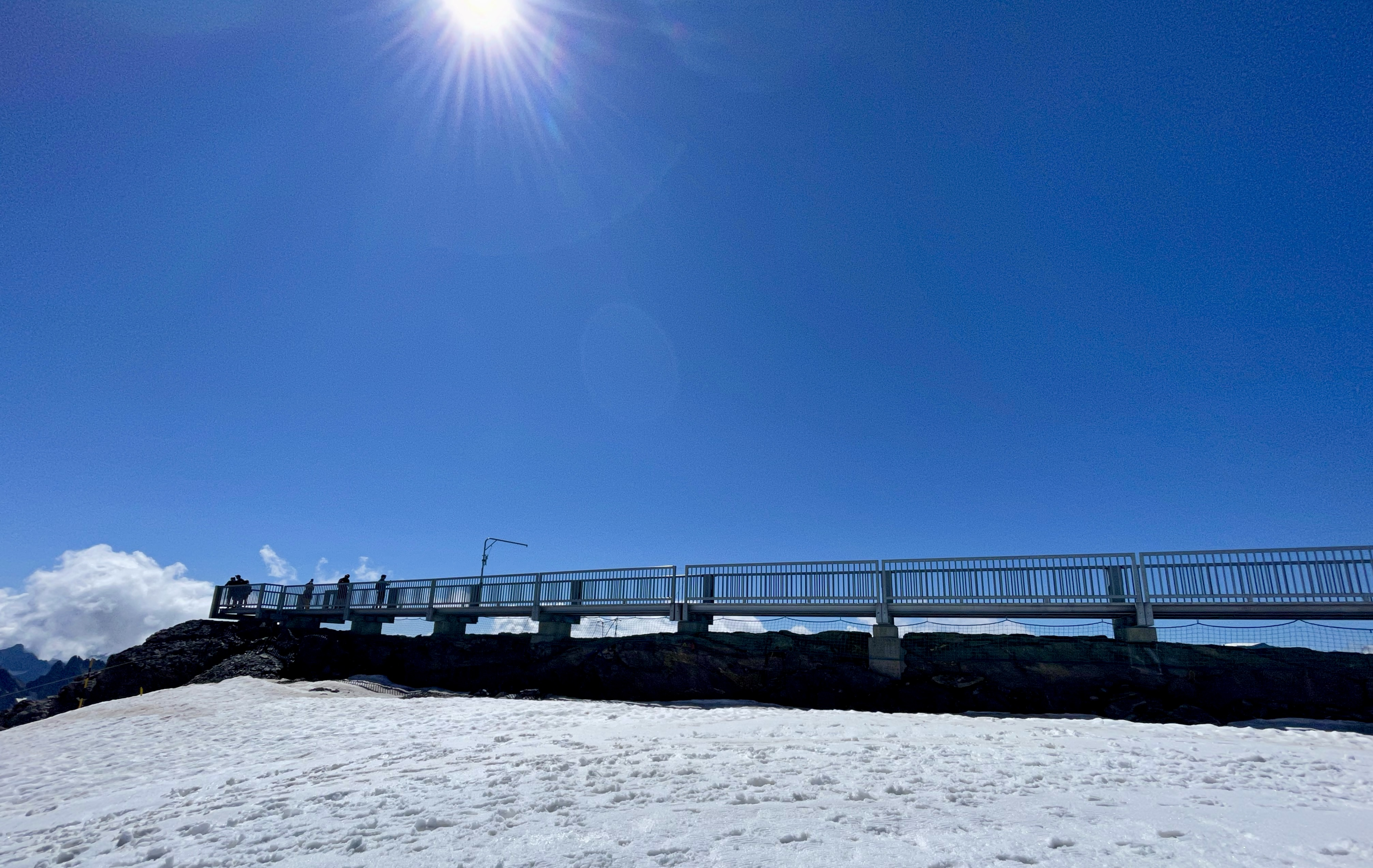
Zugang zur Aussichtsplattform
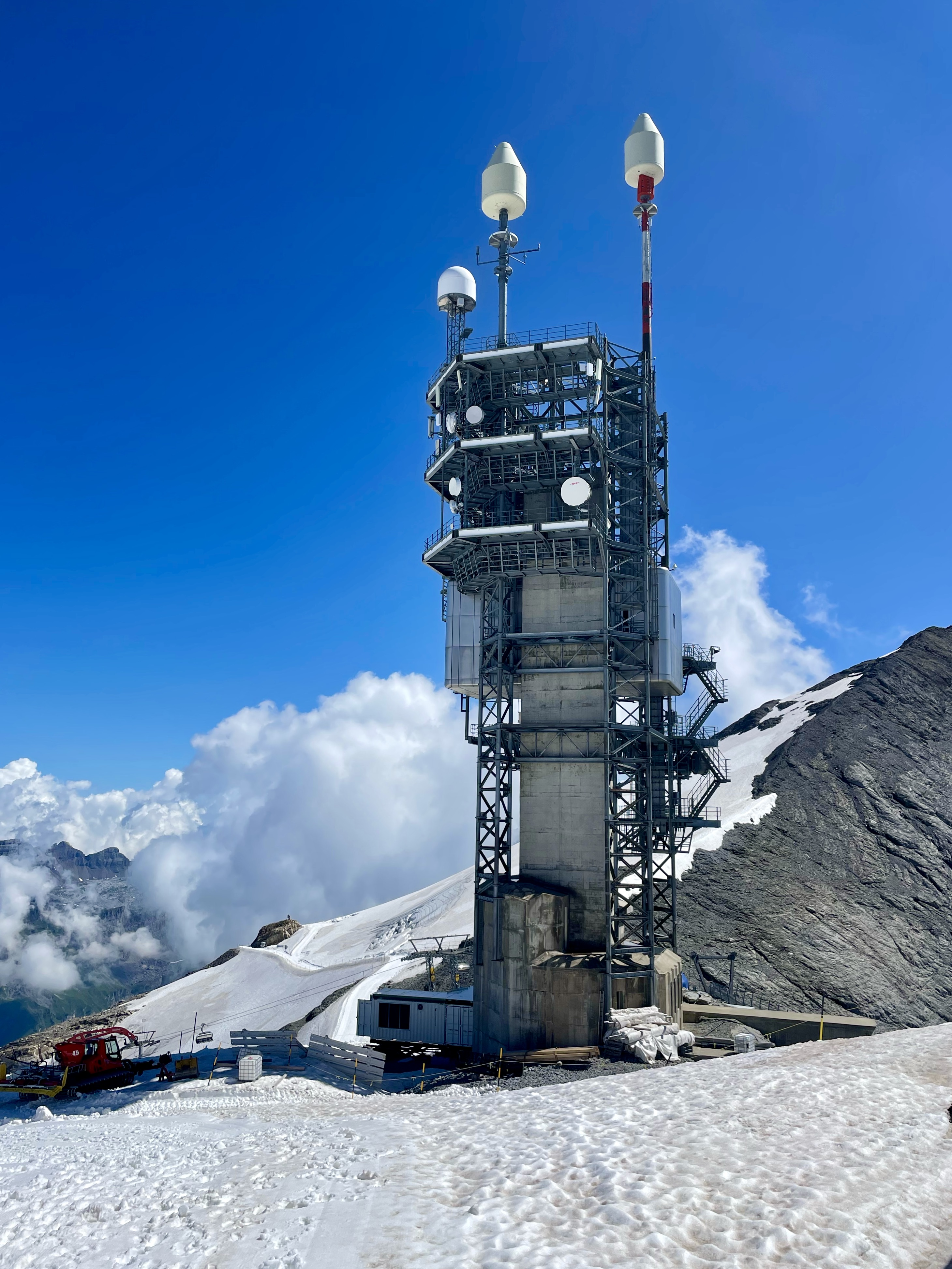
Sendeturm der Swisscom

## Rundblick

Rundblick (annotiert) wenige Meter neben dem Gipfel. (Die Spitze ist unter dem Dreibein)

## Trivia
Der Titlis war 1957 Namensgeber einer Tessiner Schokoladenfabrik, welche später den Namen auf Alprose änderte.
Das Motorschiff Titlis wurde 1957 nach dem Berg benannt.